# Conan el Bàrbar (pel·lícula de 1982)
Conan el Bàrbar (títol original en anglès Conan the Barbarian) és una pel·lícula estatunidenca dirigida per John Milius, i estrenada el 1982. La pel·lícula s'inspira lliurement en els relats de Robert E. Howard, esdevé a l'era Hibòria i té Conan el Bàrbar com a personatge principal. La pel·lícula va ser un èxit d'estrena als cinemes i impulsà la carrera d'Arnold Schwarzenegger, que interpreta el paper del títol. Ha estat doblada al català
Una continuació, Conan the Destroyer, va sortir el 1984 però no va tenir el mateix èxit. Un remake amb el mateix títol es va estrenar l'agost del 2011.

## Argument
Poc després que el seu pare li ha revelat el «secret de l'acer» en la fabricació d'una magnífica espasa, la família de Conan és massacrada amb tot el seu poble i els nens són fets esclaus; l'espasa és agafada pel vencedor, que ha destruït el poble per saquejar-lo. Encadenat anys a una enorme roda, Conan continua sent l'últim supervivent i aconsegueix moure-la sol gràcies a la força que li ha donat aquest exercici. Comprat per un amo de gladiadors, Conan guanya combat rere combat, en principi gràcies a la seva força, després gràcies a una instrucció especial. Alliberat, salva un lladre, Subotai, i recorre el món amb ell somiant venjança.
Tots dos coneixen Valèria i el trio saqueja la torre sagrada d'una secta misteriosa. Conan descobreix llavors que Thulsa Doom, l'amo de la secta, no és altre que el que ha destruït el seu poble. Des de llavors, la seva idea de venjança el porta: renunciant a l'amor de Valèria i a l'amistat de Subotai, Conan els deixa per cercar Thulsa Doom. Conan arriba fins a Thulsa Doom però no aconsegueix més que fer-se capturar i crucificar en el «arbre del dolor», no sense que Thulsa Doom li hagi explicat abans que el poder sobre la carn és més important que el poder sobre l'acer.
Conan és trobat mig mort per Subotai i Valèria, i aquesta, amb l'ajuda d'un bruixot, aconsegueix portar-lo al món dels éssers vius combatent els esperits que volen portar-lo al regne dels morts. Tanmateix, el bruixot prevé Valèria que hi haurà un preu a pagar per això. Conan es deixa convèncer pels seus amics de recuperar en principi la princesa i de venjar-se més tard. De fet, penetrant al palau soterrani de Thulsa Doom, aconsegueixen agafar la princesa (malgrat ella) però Valèria és mortalment ferida per una sageta enverinada disparada per Thulsa Doom i mor als braços de Conan.
Utilitzant la princesa com a esquer, Conan, Subotai i el bruixot preparen una emboscada on tota la guarda de Thulsa Doom és exterminada, incloent-hi els seus dos principals lloctinents, Rexor i Thorgrim, que havien participat en la destrucció del poble. Conan recupera l'espasa del seu pare, trencada en la batalla. Guiat per la princesa, des d'aleshores alliberada de la influència de Thulsa Doom, Conan arriba fins a Thulsa Doom, eludeix poc al seu poder hipnòtic i el mata en presència de tota la secta, que es dissol de seguida. Conan se'n va amb la princesa.

## Repartiment
- Arnold Schwarzenegger: Conan
- James Earl Jones: Thulsa Doom
- Sandahl Bergman: Valèria
- Gerry Lopez: Subotai
- Mako Iwamatsu: el mag / el narrador
- Max von Sydow: el rei Osric
- Ben Davidson: Rexor
- Sven-Ole Thorsen: Thorgrim
- Cassandra Gava: la bruixa
- Valérie Quennessen: la princesa
- William Smith: el pare de Conan
- Luis Barboo: Red Hair
- Franco Columbu: l'explorador picte
- Nadiuska: mare de Conan
- Jorge Sanz: Conan de nen

## Producció
En l'origen del projecte es troben Edward R. Pressman i Edward Summer que visionen el documental Pumping Iron el 1977 i queden impressionats pel físic d'Arnold Schwarzenegger. Busquen de seguida quina pel·lícula el podria posar en valor i Summer proposa el personatge de Conan el Bàrbar, creat per Robert E. Howard. Pressman compra els drets d'adaptació dels relats de Howard, posant en escena aquest personatge, i Oliver Stone escriu el guió mentre Schwarzenegger és contactat per Pressman i es mostra immediatament interessat. Pressman es posa llavors a buscar un director però n'hi ha que rebutgen el projecte, com ara Alan Parker i de Ridley Scott. Desanimat per les dificultats que troba, Pressman revèn els seus drets a Dino De Laurentiis. Aquest proposa a John Milius realitzar la pel·lícula, i Milius accepta, ja que la pel·lícula es desenvolupa durant la protohistòria i és doncs lliure de crear el seu propi món barrejant tot el que el fascina de diferents cultures antigues. Milius escriu llavors una segona versió del guió, atenuant certs elements (monstres, màgia) i remarcant els aspectes fantàstics.
A més a més de Schwarzenegger, el repartiment principal el formen Sandahl Bergman, que Milius ha vist interpretant un ball a All That Jazz i que l'ha fet de seguida pensar en una valquíria, del surfista Gerry López, amic de Milius i seguidor de Conan que no té cap experiència en el cinema i s'apunta a cursos d'art dramàtic durant sis mesos, de James Earl Jones i de Makoto Iwamatsu, dues tries evidents per a Milius. L'antic futbolista estatunidenc Ben Davidson i el culturista Sven-Ole Thorsen són contractats per interpretar els lloctinents de Thulsa Doom. Durant els quatre mesos que precedeixen el rodatge, Schwarzenegger, Bergman i Lopez s'entrenen diàriament en esgrima, kendo i equitació.
Es considera en principi rodar la pel·lícula a Iugoslàvia però la situació política inestable del país fet recular els productors que escollen llavors Espanya. El rodatge comença el 7 de gener de 1981 i segueix fins al mes d'abril. Els interiors són filmats a Madrid, en dos magatzems i un hangar d'una base aèria reconvertits en estudis. Els exteriors són rodats prop Almeria, al desert de Tabernas; prop de Segòvia, a la Serra de Guadarrama (on es construeix el poble natal de Conan); prop de Conca; d'Àvila i a Sierra Nevada.
Entre els decorats i efectes que van donar més feina a l'equip de la pel·lícula representen la muntanya del poder de Thulsa Doom, el decorat més gran, que fa gairebé trenta metres d'alçada; els tres pujols de sorra que han estat edificats al desert per a la batalla entre Conan i els tinents de Thulsa Doom i que han suposat desplaçar 15.000 m3 de sorra; i la serp gegant que combat Conan a la torre, que fa més de deu metres de longitud, és propulsada per un sistema hidràulic i la fabricació del qual va suposar deu setmanes. El rodatge és ple de ferides, els actors principals mai no són doblats; la més seriosa és la de Schwarzenegger, el primer dia de rodatge, quan roda una escena on ha d'escapar-se dels llops i on un gos llop particularment agressiu el fa caure d'una roca, cosa que requereix diversos punts de sutura; i sobretot la de Bergman, que un figurant li trinxa l'índex en un combat a espasa, índex que s'aconsegueix tanmateix recosir.
La banda original té una importància particular, ja que ha de guiar la història per l'escàs nombre de diàlegs. Milius va escollir per compondre-la el seu amic Basil Poledouris, malgrat l'opinió de De Laurentiis que hauria desitjat Ennio Morricone. Interpretada per una orquestra filarmònica, la música utilitza nombrosos leitmotiv i les peces que la componen són des d'aleshores considerats com clàssics i han estat sovint utilitzats en tràilers de pel·lícules o de videojocs (com Riders of Doom, utilitzat als tràilers de la sèrie de videojocs The Legend of Zelda de l'obra The Legend of Zelda: Ocarina of Time).

## Acollida

### Box-office
- - Mundial: 68.851.475 dòlars[5]
  - Estats Units: 39.565.475 dòlars[5]

### Rebuda de la crítica
La pel·lícula ha estat més aviat ben acollida per la crítica, recollint un 76% de crítiques favorables, amb un resultat mitjà de 6,4 sobre 10 i al lloc Rotten Tomatoes. Roger Ebert, del Chicago Sun-Times, evoca una representació visual gairebé perfecta dels relats de Howard, dels decorats magnífic i d'un repartiment ideal malgrat personatges a qui falta complexitat. James Berardinelli jutja que el món creat és creïble, que la banda original de Basil Poledouris és de les millors dels anys 1980 i que és una de les rares pel·lícules de fantàsia anteriors als anys 2000 que sigui eficaç. Vincent Canby, del The New York Times, la considera massa llarga i sovint incoherent.

## Premis i nominacions

### Premis
- 1983. Premi Globus d'Or a la revelació femenina de l'any per Sandahl Bergman.
- 1983. Premi Saturn a la millor actriu per Sandahl Bergman.

### Nominacions
- Premi Saturn a la millor pel·lícula de fantasia, al millor vestuari, al millor maquillatge i a la millor musica el 1983.

## Comentaris
Conan el Bàrbar és una pel·lícula èpica i una pel·lícula d'ambient. Algunes seqüències passen al ralentí i el conjunt és tan hieràtic com una epopeia literària. Els diàlegs són poc abundants: l'heroi no hi pronuncia més que quaranta rèpliques (en la versió sales i televisió, la versió DVD en té una més), de les quals algunes són monosil·làbiques.
Alguns personatges, com el pare de Conan, no parlen més que una vegada, i altres no tenen cap text, com la mare de Conan, o l'amo de la roda. Hi ha tanmateix diversos discursos: la història de l'acer en el moment del pròleg, la súplica del rei Osric, la vana declaració d'amor de Valèria, l'explicació del verdader secret de l'acer i la predicació de Thulsa Doom just abans de la seva mort.